# الکساندر آرکیف
الکساندر آرکیف (روسی: Александр Викторович Арекеев؛ زادهٔ ۱۰ آوریل ۱۹۸۲) دوچرخه‌سوار اهل روسیه است.